# 陳婉衡
陳婉衡（英語：Alycia Chan Yuen Hang，1990年5月21日—），香港女演員、節目主持及健身教練，曾為無綫電視基本藝人合約藝員。

## 簡歷
陳婉衡六歲時隨家人到加拿大生活，並在當地就讀高中，畢業於昆特侖理工大學。她自小身形肥胖，求學時期體重曾高達130多磅，大學畢業後因朋友邀請做瑜伽而對運動產生興趣，亦開始學跳鋼管舞。她曾參選《2011年溫哥華華裔小姐競選》，翌年則回流參加《2012年度香港小姐競選》，因樣貌與泳兒相似，所以被稱爲「翻版泳兒」，落選後於無綫娛樂新聞台任職女主播。2014年，她主持多個 J2 台旅遊節目，當中以在《3日2夜》及《Go! Yama Girl》節目內展示豐滿身材而開始爲人認識。
2015年，陳婉衡於《超強選擇1分鐘》裡再次展示其身材使其人氣急升，並獲網民熱捧。2019年，她考獲健身教練牌照，加入由郭子豪牽頭成立的藝人教練團隊「HK Celebrity Coach Team」，以及在「Club East Fitness」授課；2020年初獲陳庭欣邀請擔任其男友楊振源名下「Fivez Fitness & Wellness」的健身教練，但後來受新冠肺炎疫情影響而令收入減少，一度改為網上教學。
2025年5月，陳婉衡於社交媒體宣布和圈外男友結婚

## 演出作品

### 電視劇
| 首播       | 劇名              | 角色                             |
| 無綫電視   |                   |                                  |
| 2014年     | 老表，你好hea！   | 頒獎典禮主持（第26集）           |
| 2015年     | 華麗轉身          | 珍妮絲（第5集）                  |
| 2015年     | 樓奴              | 美女催眠師（第6集）              |
| 2016年     | 愛情食物鏈        | Rossetti（第3集）                |
| 2016年     | 廉政行動2016      | 新聞主播（第1、5集）             |
| 2016年     | 殭                | 節目主持（第17集）               |
| 2016年     | 純熟意外          | 美女酒客（第21集）               |
| 2016年     | 一屋老友記        | 岑 太（Abby）（第16集）          |
| 2016年     | 愛·回家之八時入席 | 瑜伽節目示範者（第74集）         |
| 2016年     | 城寨英雄          | 美 女（第8集）                   |
| 2016年     | 律政強人          | Jessica（第14、15集）            |
| 2016年     | 來自喵喵星的妳    | 金萍梅                           |
| 2016年     | 幕後玩家          | 餐廳客人（第25集）               |
| 2017年     | 與諜同謀          | 酒吧客人（第11集）               |
| 2017年     | 老表，畢業喇！    | 主持人（第4集）                  |
| 2017年     | 誇世代            | 記 者（第3集）                   |
| 2017年     | 溏心風暴3         | Annababy（第7集）                |
| 2017年至今 | 愛·回家之開心速遞 | Anita 朋友（第86集）             |
| 2017年至今 | 愛·回家之開心速遞 | 朱鑫鑫（第125集）                |
| 2017年至今 | 愛·回家之開心速遞 | 楊娜娜（第210集）                |
| 2017年至今 | 愛·回家之開心速遞 | Angel Lee（第408集）             |
| 2017年至今 | 愛·回家之開心速遞 | 女明星（第450集）                |
| 2017年至今 | 愛·回家之開心速遞 | 懷山紀子（第605集）              |
| 2018年     | 波士早晨          | 司 儀（第2集）                   |
| 2018年     | 棟仁的時光        | 鋼管舞學生（第5、7集）           |
| 2018年     | 特技人            | 副 導（第8集）                   |
| 2018年     | 跳躍生命線        | 競吃比賽主持（第18集）           |
| 2018年     | 救妻同學會        | 鹿 人（第1、6 - 8集）            |
| 2018年     | 大帥哥            | 小 蘇（第15、16集）              |
| 2019年     | 婚姻合伙人        | 模特兒（第1集）                  |
| 2019年     | 婚姻合伙人        | 「Kowloon TV」新聞主播（第13集） |
| 2019年     | 金宵大廈          | 同 事（第13集）                  |
| 2020年     | 迷網              | 花 曼（第10集）                  |
| 2021年     | 逆天奇案          | Daisy（第13集）                  |
| 2021年     | 智能愛人          | May（第2集）                     |
| 2021年     | 把關者們          | 胡 太（第26集）                  |
| 2021年     | 十月初五的月光    | 啤酒妹（第16集）                 |
| 2022年     | 鐵拳英雄          | 美 女（第2集）                   |

### 主持節目
| 首播       | 節目名            | 備註                                                                     |
| 無綫電視   |                   |                                                                          |
| 2012年至今 | 無綫娛樂新聞台    | 粵語主播                                                                 |
| 2014年     | 3日2夜            | 第一輯 第5、6；31 - 34與（梁彥宗合作）；37、38（與吳雲甫合作）；65、66集 |
| 2014年     | Go! Yama Girl     | 第二輯 第5 - 8、21 - 24集                                                |
| 2014年     | 山系女行Yama Girl | 第二輯 第2、6集                                                          |
| 2015年     | 賞遊澳門          | 與何雁詩、陳潔玲、陳偉琪、歐陽巧瑩合作                                   |
| 2016年     | 天與地            | 與朱智賢、麥美恩合作                                                     |
| 2017年     | 3日2夜            | 第一輯 第117、118集                                                      |
| 2018年     | 玩轉新加坡無限式  | TVB8；與陳芷尤、及宋雙佳合作                                             |
| 2018年     | 3日2夜            | 第二輯 第8 - 10；40、41集（與胡美貽合作）                                |
| 2019年     | 眼睛去旅行        | 第21集                                                                   |
| 2019年     | 識玩旅行團        | 第二輯                                                                   |
| 2020年     | 3日2夜            | 第四輯 第3 - 5集（與簡淑兒合作）                                         |
| 2020年     | 蒲·世界           | 主持之一                                                                 |
| 2020年     | 到此一遊          | 主持之一                                                                 |

### 綜藝節目
| 首播            | 節目名                         | 備註                                         |
| 無綫電視        |                                |                                              |
| 2015年          | 姊妹淘                         | 第五輯 第28、30、47集嘉賓                    |
| 2015年          | 今晚睇李                       | 第10集嘉賓                                   |
| 2015年          | Think Big 天地                 | 6月16日嘉賓                                  |
| 2015年          | 超強選擇1分鐘                  | 第8集嘉賓                                    |
| 2015年          | 網絡挑機                       | 演出第4集                                    |
| 2015年          | 歡樂滿東華                     | 演出                                         |
| 2015年          | 宜室宜居有辦法                 | 演出第6集                                    |
| 2015年          | 兄弟幫                         | 第1499、1500集嘉賓                           |
| 2016年          | 萬千星輝團年飯                 | 嘉賓                                         |
| 2016年          | 兄弟幫                         | 第1540、1541集嘉賓                           |
| 2016年          | 男人食堂                       | 助手                                         |
| 2016年          | myTV SUPER呈獻：萬千星輝睇多D  | 演出嘉賓                                     |
| 2016年          | myTV SUPER呈獻：萬千星輝放暑假 | 演出嘉賓                                     |
| 2016年          | 兄弟幫                         | 第1633、1634集嘉賓                           |
| 2016年          | Big Boys蕩漾夏水禮             | 演出嘉賓                                     |
| 2016年          | Ben Sir學堂                    | 演出第1集                                    |
| 2016年          | 萬千星輝賀台慶                 | 嘉賓                                         |
| 2016年          | 2017 TVB節目巡禮星光晚宴       | 嘉賓                                         |
| 2016年          | 區區添食平安夜                 | 嘉賓                                         |
| 2017年          | 萬眾同心公益金                 | 演出                                         |
| 2017年          | 安樂蝸                         | 第337集嘉賓                                  |
| 2017年          | 群星拱照Big Big Channel        | 嘉賓                                         |
| 2017年          | 瘋狂夏水禮2017                 | 演出第1、2集                                 |
| 2017年          | TVB金禧晚宴暨2018節目巡禮      | 嘉賓                                         |
| 2018年          | 誇極限大挑戰                   | 與林泳淘、簡淑兒、黃美棋、胡諾言、林師傑合作 |
| 2018年          | 大玩特玩                       | 演出                                         |
| 2018年          | Do姐有問題                     | 第二輯；演出（問題專員）                     |
| 2018年          | big big channel大公司周年慶    | 演出                                         |
| 2018年          | 安樂蝸                         | 第401集嘉賓                                  |
| 2018年          | TVB 50+1再出發節目巡禮2019     | 嘉賓                                         |
| 2020年          | 流行都市                       | 演出（4月24日起）                            |
| 2021年          | 大整蠱                         | 演出第4集                                    |
| 2021年          | 代溝關注組                     | 演出                                         |
| 2023年          | 濠玩夏水禮                     | 演出                                         |
| 2023年          | 獎門人Happy Summer感謝祭       | 演出                                         |
| big big channel |                                |                                              |
| 2018年          | 心跳 POKER                     | 演出                                         |
| 新時代電視      |                                |                                              |
| 2019年          | 大城小聚                       | 8月15日嘉賓                                  |

### 微電影
| 首映   | 電影名           | 角色             |
| 2016年 | 洗衣鋪群星事件簿 | 陳婉衡（第12集） |

### 電影
| 首映     | 電影名                     | 角色           |
| 2016年   | PG戀愛指引                 | Vicky          |
| 2016年   | 綁架丁丁當                 | 余芳蘭         |
| 2016年   | 失戀日                     | Tracy          |
| 2017年   | 迷情白夜化妝師（網絡電影） | Kikko          |
| 2018年   | 3個綁匪7條心               | Mimi           |
| 2018年   | 我的情敵女婿               | 台慶獎品小姐   |
| 2020年   | 我的筍盤男友               | Bella          |
| 2020年   | 阿索的故事                 | 巴士公司職員   |
| 2025年   | 麻雀女王追男仔             |                |
| 網絡電影 |                            |                |
| 2019年   | 王牌霸王花                 | 鄭詠娜（阿蛋） |

### 歌曲
- 2016年：Amazing Summer 主題曲 《乘風》  （页面存档备份，存于）

### 廣告
| 年份   | 產品                                              |
| 2015年 | 李健駕駛學校                                      |
| 2015年 | 杜蕾斯「至薄幻隱裝衛生套 - AIR 特約：安全性示範」 |

### 其他
- 2015年：《大台新咪神 – 陳婉衡》（Menclub專訪）[17]
- 2016年7月27日：東網Baby - 索女玩曬《【你信？】36E陳婉衡自爆做過肥妹仔》  （页面存档备份，存于）

## 曾獲獎項與提名
| 年份   | 獎項                                                                                                | 結果 |
| ------ | --------------------------------------------------------------------------------------------------- | ---- |
| 2017年 | TVB 馬來西亞星光薈萃頒獎典禮2017「最喜愛 TVB 節目主持」（與朱智賢、麥美恩、梁彥宗、黃德斌及謝東閔） | 提名 |

## 外部連結
- 陳婉衡的新浪微博
- 陳婉衡的Facebook專頁
- 陳婉衡的Instagram帳戶
- 陳婉衡在香港影庫上的簡介
- YouTube上的陳婉衡頻道
- 4. 陳婉衡 - 溫哥華華裔小姐競選2011 （页面存档备份，存于）